# Кииковы
Кииковы (баш. Кейековтар) — дворянский род. Из башкир деревни Чукурово Иректинской волости Осинской дороги (ныне Татышлинского района Республики Башкортостан).
Башкирский род Кииковых в 1802 году записан в дворянскую родословную книгу Оренбургской губернии.

## Общая характеристика
Родоначальником башкирского рода Кииковых является Шариф Кииков — прапорщик (1776), тархан. Участвовал в походе против барских конфедератов, в подавлении Крестьянской войны Пугачёва. До 1797 года являлся старшиной Гайнинской и Ирэктинской волостей, в то же время в 1750—1797 гг. — главным старшиной Осинской дороги. Был награждён серебряной и большой золотой медалями, на лицевой стороне последней был выбит профиль императрицы с надписью на обороте «Башкирский главный старшина Шариф Кийков жалован сей медалью за верность, за храбрость, за его службу. 1774 г.».
Из сыновей Шарифа Киикова известны:
- Абдулла Шарипов (1746—1828) служил в звании юртового старшины.
- Бикташ Кииков (1752—1829);
- Нигматулла Кииков (1773—?) — юртовой старшина. В 1802 году получил чин 14-го класса. С 1825 года — начальник Х Башкирского кантона.

Из семи сыновей Абдуллы Шарипова наиболее известны:
- Тухватулла Абдулов (1768—1842) — походный старшина. В его обязанность входили сопровождение башкирской команды на Оренбургскую линию и обратно домой;
- Курбангали Абдулов (1780—?) — есаул. Его сыновья Файруша (1811—?; его дети Вильдан, Абдулханнан, Исмагил, Музафар, Хусаин), Галиулла (1814—?; сыновья Шагидулла, Хабибулла), Зайнулла (1819—1847; сын Мухаметкаюм);
- Абдулхалик Абдулов (1787—1816) — юртовой старшина. Его сыновья Абдулхаким (1812—?; его дети Гайса, Садрислам, Садритдин, Садыр-иксан), Зиганша (1814—?; его сыновья Мифаррах, Муха-метлатип, Мухаметсадык).;
- Абдельсалих Кииков (1797—1849). Его сыновья Мухаметфазыл, Мухаметгали, Мухаметрахим, Абдулла, Абдрахман и Мухаметзариф.
- Гайнитдин Кииков (1803—?). Его сыновья Камалитдин, Багаутдин, Султанахмет, Абдулмусавир, Якуп, Юсуп и Муса.

Из десяти сыновей Нигматуллы Киикова наиболее известны:
- Губайдулла Кииков (1794—1840). Его сыновья Арсланбек, Арсланбий и Хамидулла.
- Мухаметша Кииков (1810—?) — зауряд-хорунжий, помощник начальника башкирского кантона. Его сыновья Шагибал и Нурмухамет.
- Мухаметшариф Кииков (1815—?) — урядник, юртовый старшина.

Из сыновей Тухватуллы Абдулова известны Гибатулла (1790—1847), Мухаметгали (1793—1823), Насибулла (1798—?).
Из шести сыновей Абдельсалиха Киикова наиболее известен:
- Мухаметгали Кииков (1826—1889) — поэт-просветитель. Известен под псевдонимом Гали Сокрой. Его жена — Марфуга Земалитдинова (1831—?).

У Мухаметгали Абдельсалиховича был сын:
- Гарифулла Кииков (1861—1918) — башкирский поэт-просветитель, публицист, ученый-историк.